# Korabl-Sputnik 1

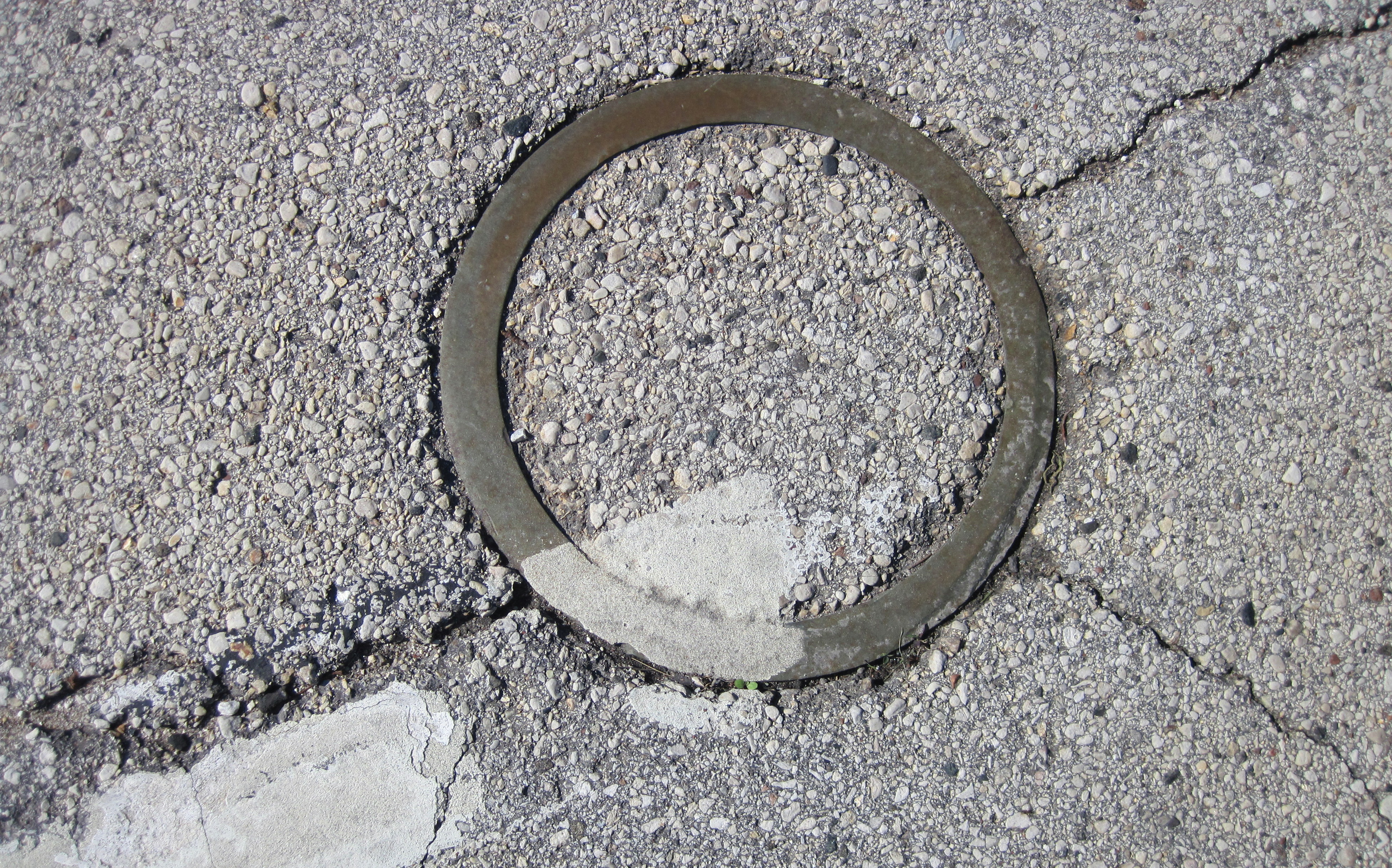
O círculo marca o local do impacto da Korabl-Sputnik 1

Korabl-Sputnik 1, em russo Корабль Спутник 1 que significa Nave satélite 1, também conhecida como Sputnik 4 no Ocidente, foi a primeira missão de teste do Programa Vostok da União Soviética, efetuando também a estreia da espaçonave Vostok.
O lançamento, ocorreu em 15 de maio de 1960 a partir do Cosmódromo de Baikonur. Sua carga de 4 540 kg era espetacular para a época, e representava um passo importante na preparação da União Soviética para colocar um homem no espaço. A cabine continha um manequim humano em tamanho natural. Uma falha nos retrofoguetes impediu a reentrada da nave de forma controlada na atmosfera.
Um defeito no sistema de direção, colocou a capsula numa trajetória errada, e no lugar de um voo orbital curto, para testar a reentrada, a capsula acabou entrando numa órbita mais alta. A espaçonave transmitiu dados e voz (previamente gravada) durante quatro dias, quando o módulo de reentrada se separou do módulo de controle e os retrofoguetes foram acionados.
Um problema no controle de atitude em voo, fez com que a reentrada, só ocorresse, de forma descontrolada, em 5 de Setembro de 1962. Um fragmento do módulo de reentrada foi encontrado em Manitowoc, estado de Wisconsin no Norte dos Estados Unidos.

## Ligações Externas
- Russian Space Web